# Semiothisa nigropunctata
Semiothisa nigropunctata är en fjärilsart som beskrevs av W. Warren 1897. Semiothisa nigropunctata ingår i släktet Semiothisa och familjen mätare. Inga underarter finns listade i Catalogue of Life.